# مونرشتات
مونراشتات (بالألمانية: Münnerstadt) هي بلدة في منطقة باد كيسينجين في بافاريا, ألمانيا . يبلغ عدد سكانها حوالي 7,600 نسمة.

## تاريخ
كانت المنطقة المحيطة بمونرشتات مأهولة على الأقل منذ حوالي عام 2100 قبل الميلاد. قام المستوطنون الأوائل من سلتيك بالزراعة في منطقة Grosswenkheim و Maria Bildhausen و Althausen (جميع القرى داخل حدود البلدية). حوالي القرن الأول الميلادي, تورينغيان وبعد فترة وجيزة, انتقل المستوطنون الفرانكوني إلى المنطقة واستخدموا التلال المحيطة (ميتشيلسبيرج) والغابات للحماية في أوقات الخطر. بحلول القرن الخامس الميلادي, كانت توجد قرية في المنطقة التي تلتقي فيها قاعدة ميتشيلسبيرج بنهر لاور.

## الحكم

### عمدة
منذ مايو 2008, كان رئيس بلدية مونرشتات هو 2008 هيلموت بلانك (الاتحاد الاجتماعي المسيحي). أعيد انتخابه عام 2014 بنسبة 60.3٪ من الأصوات. في مارس 2020, تم انتخاب مايكل كاستل عمدة.

## أعلام

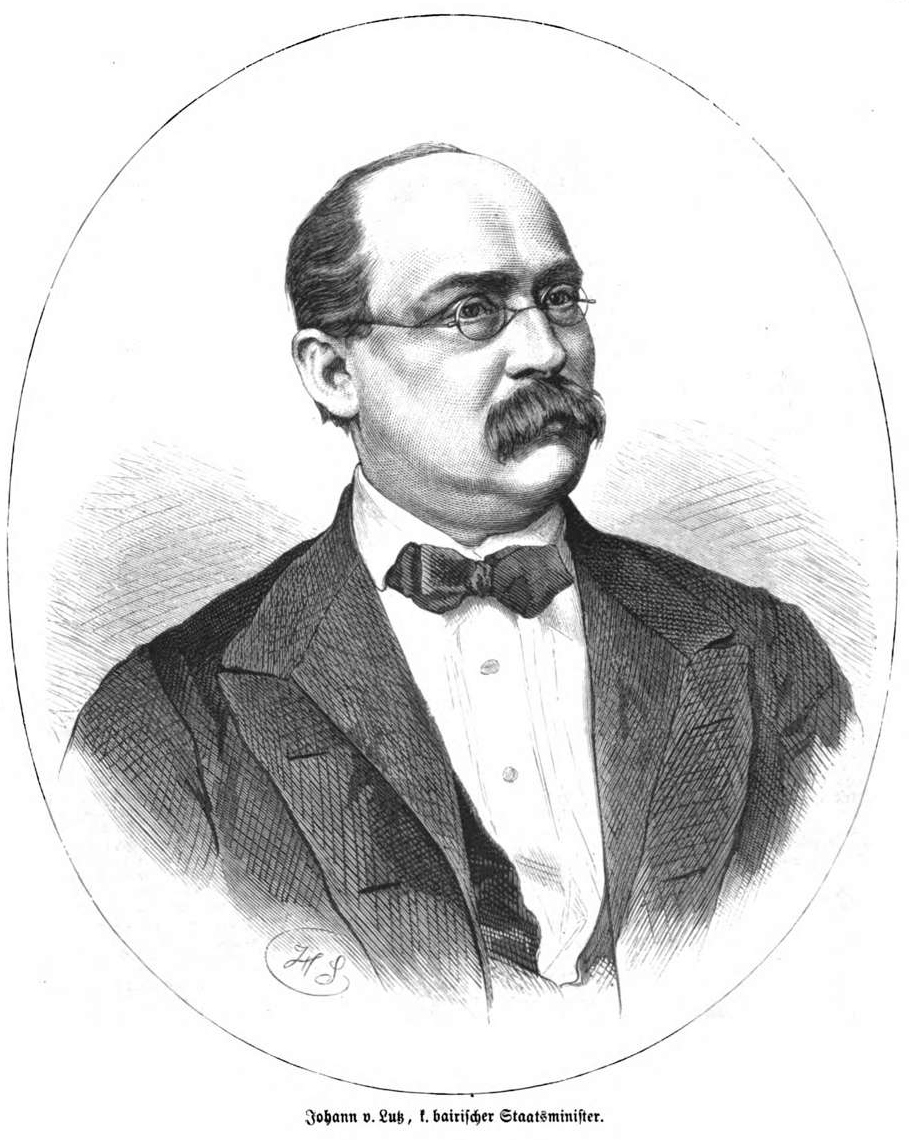
يوهان فون لوتز عام 1871

- يوهان فون لوتز
- بيوس كيلر
- ويلي كولمانيوهان فون لوتز عام 1871